# Ante Čavka
Fra Ante Čavka (r. 1957.) je hrvatski svećenik i književnik iz Kijeva. Klasičnu je gimnaziju završio u Sinju, studij teologije u Makarskoj i Zagrebu. Diplomirao je teologiju na Zagrebačkom teološlom fakultetu. Piše religiozne pjesme, romane, eseje, publicistička djela i političku prozu (satirične naravi). Proza mu je svjetovne i duhovne naravi. Surađivao je i u novinama.
Službovao je u više župa hrvatske franjevačke provincije Presvetog Otkupitelja, a danas je župnik u Vrpolju kod Knina.

## O radu
U svojim književnim i znanstvenim djelima se bavi Drniškom krajinom, kršćanskom vjerskom tematikom, "gospodarima svijeta" i moćnicima, sudbina fratara u JNA, montiranim sudskim procesima itd.
Jedan dio svog stvarateljskog vijeka je proveo kao prognanik. Rat je dosta utjecao na njegovo stvarateljstvo te često u svojim radovima se obračunava s "pravim uzrocima rata u Hrvatskoj:  licemjerjem, laži i himbom “svjetskih moćnika” koji “cijede komarca, a gutaju devu”". U nekim radovima je toliko tvrd u rječniku i "antizapadnog stava", da su mu pojedini krugovi neka djela "dočekivali na nož"., što se da vidjeti u zbirkama "Operi ruke Poncije" i "Januar, kuje i korita". U potonjoj se doslovno obrušava na " “kuje, koje radi vlastita korita svaki hrvatski siječanj pretvaraju u bezlični januar i kupljeni mašću tustih cianida", u kojoj i ne nastoji sakriti imena svojih neprijatelja.".

## Djela
književni radovi
- Mirno teku rijeke, pjesme, 1985.
- San nedozrelih jabuka, pjesme, 1986.
- Reci jednom što imadeš, pjesme, 1988.
- Operi ruke Poncije, pjesme, 1992.
- Januar, kuje i korita, pjesme, 2002.
- Samotnjak, roman-esej, 1993.
- Čovjek & Čovjek, roman, 1995.
- Lukavica, roman, 1999.
- Crvenih škrinja ključevi, 2003.
- Novi svjetski poredak, roman, 2004.
- Ujedinjeni navodi, satirična politička proza,[4] 1997.
- Majku Državi, roman, 2006.
- Operacija Gaon, roman, 2007.
- Kaže se puttana, roman, 2012.

znanstveni radovi
- (urednik izdanja) Povijest Drniške krajine (zbornik povijesnih studija: 1494. – 1940.), 1995., ISBN 953-96393-2-8
- Građa za suvremenu povijest Drniške krajine (1941. – 1994.), 1995., ISBN 953-96393-1-X  (okosnica izdanja su studije jezikoslovca fra Karla Kosora)
- Povijest Primorskog Doca, monografija, znanstveni rad, 2009.

Suautor je filma Istina će vas osloboditi, zajedno s fra Josipom Gotovcem, fra Ivanom Bujevićem. Redatelji su Darijo Bajurin i fra Josip Gotovac, a producenti Unimedia-Dubrovnik produkcija i Nikola Mihaljević. Film obrađuje uzroke i zločine koje su počinili velikosrbi za vrijeme Domovinskoga rata na području župa koje su povjerene Franjevačkoj provinciji Presvetoga Otkupitelja sa sjedištem u Splitu.
Izradio je mozaik Krista Spasitelja u crkvi sv. Spasa u Ježeviću.

## Nagrade i priznanja
Iz zbirke Mirno teku rijeke su dvije pjesme ušle u antologiju hrvatskog duhovnog pjesništva U sjeni Transcedencije, Nevena Jurice i Božidara Petrača.
Iz zbirke pjesama Operi ruke Poncije je jedna pjesma ušla u antologiju hrvatske ratne lirike U ovom strašnom času autora Ive Sanadera i Ante Stamaća.
Roman Samotnjak je bio natjecanju za "roman godine".
Djela su mu ušla i u zbornike kijevski književni susreti.
Javlja se i kao autor na CD-u zabavne glazbe Pošalji dan Croatie Records i Hrvatskog katoličkog radija iz 2005.